# Rake (poker)
El rake (comisión o rastrillo) es la comisión que toma la sala por operar un juego de póquer. Normalmente el porcentaje está entre el 2.5% hasta el 10% del bote de cada mano de póquer, con límites predeterminados.   En algunas ocasiones las salas de póker utilizan sistemas en los cuales no se cobra comisión si la mano no llega al flop.
El póker es un juego de jugador contra jugador, y la casa no está involucrada en las apuestas (tal como en blackjack o ruleta), por lo cual esta comisión es su principal medio de ingresos.
Con este dinero, los sitios cubren los servicios necesarios para brindar su servicio. En el póquer en línea  esto consiste en los costos de operación como el software, personal de soporte, etc. En casinos físicos, se utiliza para cubrir los costos del personal de las mesas (aunque en muchas ocasiones estos reciben propinas de parte de los jugadores),supervisores, equipos de juego, materiales, seguridad, etc. El rake en juegos en vivo es mucho más alto que en el póker en línea.
Para ganar en juegos de póker en los cuales la casa cobra una comisión, el jugador debe no solo vencer a sus oponentes, sino también vencer los costos del rake.

## Mecanismo
El rake se cobra de varias maneras.  Lo más común es tomar un porcentaje fijo del bote limitado a cierto monto fijo, el cual dependerá de la cantidad de jugadores. Es poco frecuente que el rake sea fijo sin importar el tamaño del bote.

### Comisiones en Torneos
El mecanismo mencionado arriba aplica para mesas libres principalmente. El rake cuando se juegan torneos de póquer se cobra a manera de una comisión de entrada. Este puede mostrarse al lado del coste de entrada del torneo (buy-in) como $100+$20, donde los $20 serán el rake.

### Libre de rake
Algunos sitios de póquer en línea tienen mecanismos innovadores para cobrar el rake. Algunos apelan a las mesas "libre de rake", las cuales buscan mejorar el tráfico del casino, y cobran comisiones mensuales o por depositar. Algunos otras salas dejan la promoción libre de rake solo para jugadores frecuentes. Debido a los costos fijos de operación, marketing, y demás, muy pocas salas han logrado ser exitosas con este modelo.

## Rakeback
Rakeback es una manera de recompensar al jugador que fue lanzado hace muchos años cuando algunos sitios de afiliados de póker en línea lo utilizaron como incentivo para que los clientes se unieran a través de ellos.
El rakeback en mesas de dinero se calcula de varias maneras, siendo la más común el proporcional contribuido, en el cual a cada jugador se le asigna una porción del rake que paga de acuerdo con las apuestas realizadas.
Cuando el póker en línea empezó a volverse más popular, muchos profesionales empezaron a utilizar el rakeback como un medio de sustento, e incluso para ocultar sus pérdidas. Dependiendo del volumen de juego y de cuántas mesas pudieran jugarse de manera simultánea, profesionales del rakeback pueden ganar varios miles de dólares al mes.
No todos los sitios de póker en línea ofrecen rakeback. Salas como Americas Cardroom, Intertops permiten que los afiliados paguen rakeback de manera directa a los jugadores. Otras salas como PokerStars, PartyPoker, prohíben el pago de rakeback. A cambio de esto ofrecen otro tipo de promociones en la misma sala. Si un afiliado rompe estas reglas usualmente es expulsado del programa.

## Legalidad
En muchas partes cobrar rake en las mesas de póker es ilegal, y es necesario tener licencias y/o permisos.